# Fanny Rinne

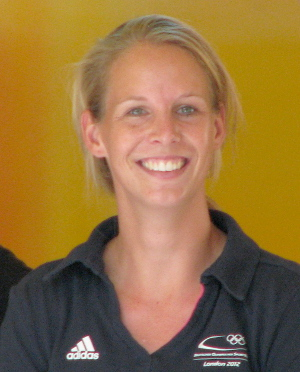
Fanny Rinne (2012)

Fanny Rinne-Cihlar, geborene Rinne, (* 15. April 1980 in Mannheim) ist eine ehemalige deutsche Hockeyspielerin. Sie nahm mit der deutschen Nationalmannschaft viermal an Olympischen Spielen teil und wurde 2004 Olympiasiegerin.

## Biografie
Fanny Rinne begann 1986 beim TSV Mannheim mit dem Hockeyspielen. Sie wurde 1996, 1998 und 1999 Deutsche Jugendmeisterin in der Halle. Im Erwachsenenbereich gewann sie mit dem TSV 2002 und 2004 die Deutsche Vizemeisterschaft in der Halle. Auf dem Feld spielte sie bis zum Sommer 2006 in der Bundesliga für den TSV Mannheim. Zum Beginn der Saison 2006/2007 wechselte sie zum damaligen Deutschen Meister Berliner HC, mit dem sie Bronze beim Landesmeister-Cup gewann. Nach der Saison ging sie zum niederländischen Hoofdklasse-Club Haagsche Delftsche Mixed. 2009 kehrte Rinne nach Mannheim zurück und spielt seitdem dort wieder für ihren Heimatverein, dessen Hockeyabteilung sich 2006 unter dem Namen TSV Mannheim Hockey selbständig gemacht hatte. 2010 konnten die Mannheimerinnen zum ersten Mal in der Klubgeschichte die Deutsche Meisterschaft in der Halle gewinnen.

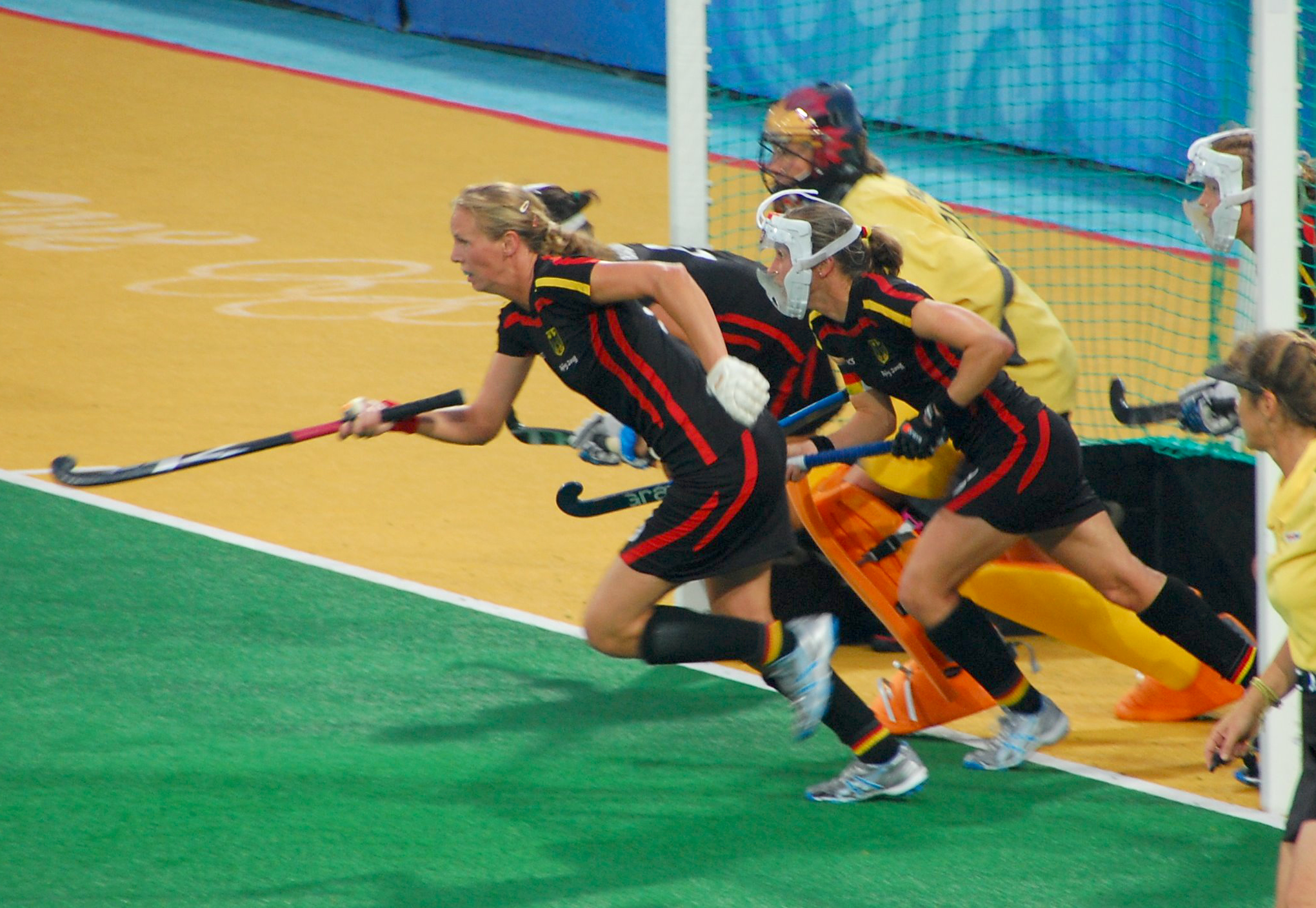
Fanny Rinne im Halbfinale der Olympischen Spiele 2008

Die Spielmacherin der deutschen Damen-Hockeynationalmannschaft hatte 341 Einsätze für Deutschland. Ihr größter Erfolg war der überraschende Gewinn der Goldmedaille bei den Olympischen Spielen 2004 in Athen. 2006 konnte die deutsche Mannschaft die Champions Trophy gewinnen. Bei Feldhockey-Europameisterschaften gewann sie den Titel 2007, dazu Silbermedaillen 1999, 2005, 2009 und 2011 sowie Bronze im Jahr 2003. Rinne nahm außerdem an den Olympischen Spielen 2000 in Sydney, 2008 in Peking und 2012 in London teil und wurde je einmal Halleneuropameisterin (2002) und zweimal Hallenweltmeisterin (2003, 2011). Seit Mai 2009 war Fanny Rinne Kapitänin der deutschen Damen-Hockeynationalmannschaft. Nach den Olympischen Spielen 2012 erklärte sie ihren Rücktritt.
1999 und 2003 wurde Rinne zur Hockeyspielerin des Jahres gewählt. Fünfmal war sie zur Welthockeyspielerin nominiert.
2005 erhielt sie das Silberne Lorbeerblatt.
In der Saison 2018/19 spielte Rinne erneut in der 1. Bundesliga für den TSV Mannheim Hockey. In der Hallensaison erreichte sie mit ihrer Mannschaft das Finalfour. Sie verloren nur knapp im Penalty Shootout das Halbfinale gegen den Club an der Alster.
Rinne konkurrierte in der vom 14. Februar bis 4. April 2017 gesendeten zweiten Staffel der Wettkampfshow Ewige Helden und belegte den dritten Platz. Seit 2019 arbeitet sie als Laufbahnberaterin am Olympiastützpunkt Metropolregion Rhein-Neckar.
Rinne ist seit 2015 mit Volker Cihlar verheiratet. Das Paar hat einen gemeinsamen Sohn.

## Internationale Erfolge
- 1998: Gold Juniorinneneuropameisterschaft
- 1999: Bronze Champions Trophy
- 1999: Silber Europameisterschaft
- 2000: Silber Champions Trophy
- 2000: 7. Platz Olympische Spiele
- 2002: Gold Halleneuropameisterschaft
- 2003: Gold Hallenweltmeisterschaft
- 2003: Gold Champions Challenge
- 2003: Bronze Europameisterschaft
- 2004: Gold Olympische Spiele
- 2004: Silber Champions Trophy
- 2005: Silber Europameisterschaft
- 2006: Gold Champions Trophy
- 2007: Bronze Champions Trophy
- 2007: Gold Europameisterschaft
- 2008: Silber Champions Trophy
- 2008: 4. Platz Olympische Spiele
- 2009: Silber Europameisterschaft
- 2011: Gold Hallenweltmeisterschaft
- 2011: Silber Europameisterschaft
- 2012: 7. Platz Olympische Spiele